# Celestus stenurus
Espèce
Statut de conservation UICN

 LC  : Préoccupation mineure
Synonymes
- Diploglossus stenurus Cope, 1862
- Celestus weinlandi Cope, 1868
- Celestus rugosus Cope, 1879

Celestus stenurus est une espèce de sauriens de la famille des Diploglossidae.

## Répartition
Cette espèce est endémique d'Hispaniola.

## Liste des sous-espèces
Selon The Reptile Database (25 mai 2012) :
- Celestus stenurus stenurus (Cope, 1862)
- Celestus stenurus alloeides (Schwartz, 1964)
- Celestus stenurus rugosus Cope, 1879
- Celestus stenurus weinlandi Cope, 1868

## Publications originales
- Cope, 1863 "1862" : Contributions to Neotropical saurology. Proceedings of the Academy of Natural Sciences of Philadelphia, vol. 14, p. 176-188 (texte intégral).
- Cope, 1868 : An examination of the Reptilia and Batrachia obtained by the Orton Expedition to Equador and the Upper Amazon, with notes on other species. Proceedings of the Academy of Natural Sciences of Philadelphia, vol. 20, p. 96-140 (texte intégral).
- Cope, 1879 : Eleventh contribution to the herpetology of tropical America. Proceedings of the American Philosophical Society, vol. 18, p. 261–277 (texte intégral).
- Schwartz, 1964 : Diploglossus costatus Cope (Sauria: Anguidae) and its relatives in Hispaniola. Reading Public Museum and Art Gallery, Scientific Pubs, no 13, p. 1-57.